# Хмельники (Лихославльский район)
Хмельники — деревня в Лихославльском районе Тверской области.

## География
Находится в центральной части Тверской области на расстоянии приблизительно 4 км на юг-юго-восток по прямой от районного центра города Лихославль.

## История
Деревня была отмечена как Хмелюки ещё на карте Менде, состояние местности на которой соответствует 1848 году. В 1859 году здесь был учтен 21 двор. До 2021 деревня входила в Вёскинское сельское поселение Лихославльского района до его упразднения.

## Население
Численность населения: 210 человек (1859 год), 4 (русские 100 %) в 2002 году, 8 в 2010.